# Glukhovka
Glukhovka (en rus: Глуховка) és un poble del krai de Primórie, a l'Extrem Orient de Rússia, que en el cens del 2010 tenia 262 habitants.